# Luisa Bacichi
Luisa Bacichi, nacida Aloysia Stéphana Bacichi Bonazza (Trieste, Imperio austríaco  el 11 de marzo de 1855 - Buenos Aires, 12 de junio de 1924), fue una artista y empresaria argentina de origen austro-húngaro nacida en la actual ciudad italiana de Trieste.
El 17 de noviembre de 1881 contrajo matrimonio con el escritor Eugenio Cambaceres de quien enviudó en 1889. Fruto de esta unión nació Rufina Cambaceres.
Luego de la muerte de Cambaceres, Luisa entabló una relación con el que años más tarde sería elegido presidente argentino, Hipólito Yrigoyen, de la que nació en el 7 de marzo de 1897 el ingeniero agrónomo, botánico y diplomático Luis Irigoyen.